# Portugueses
Portugueses são um povo e grupo étnico da Península Ibérica, no sudoeste da Europa. O português é a sua língua, e o catolicismo a religião nominalmente predominante.
Geneticamente, os dados apontam que a população portuguesa foi formada pelos três principais grupos  que povoaram o continente europeu: os caçadores-coletores ocidentais; os primeiros agricultores europeus vindos da Anatólia e os proto-indo-europeus vindos da Estepe pôntica (Cultura Yamna ou Yamnaya). De baixa incidência, houve alguma influência do Norte da África (Rife) e do Mediterrâneo Oriental. Pesquisas genéticas apontam que os primeiros agricultores europeus foram o grupo que teve maior importância para a composição genética do povo português. Essa população chegou a Portugal durante o Neolítico, por volta de 5 000 a.C., e foi a responsável por introduzir a agricultura na região. Os proto-indo-europeus vindos da Estepe pôntica também tiveram grande impacto genético. Eles chegaram à Península Ibérica por volta de 2 500 a.C. e, após algumas gerações, substituíram 100% do DNA do cromossomo Y (masculino) preexistente na Península. Atualmente, predomina entre os portugueses o haplogrupo R1b do cromossomo Y, o qual foi herdado desses homens vindos da Estepe pôntica, hoje territórios do oeste e sul da Rússia, Ucrânia, Georgia, Ásia Central Pôntica, entre os rios Danúbio, Volga e Ural.
Culturalmente, as presenças  celta, lusitana, romana, germânica e moura foram significativas, bem como foram decisivas a vizinhança, as relações milenares com os restantes países europeus e as relações coloniais com África, o Brasil e o Índico a partir dos séculos XV e XVI (ver Cultura de Portugal).
No período moderno, os processos migratórios mais relevantes em Portugal deram-se nas últimas três décadas do século XX até ao presente, com a notável exceção da entrada de grupos ciganos ainda no século XV. Após 1974, o país torna-se um receptor significativo de populações migrantes como um resultado direto ou indireto da descolonização de África, ou como resultado da participação de Portugal na União Europeia. Portugal tem recebido em número crescente populações migrantes oriundas do Brasil (ex-colónia portuguesa), África (com maior relevância das ex-colónias), Ucrânia (e países do Leste Europeu em geral), além de uma multiplicidade demográfica menos significativa de outras origens, entre as quais avoluma a chinesa.
Portugal foi tradicionalmente uma terra de emigração, desde o período da expansão imperial e colonial, passando, por exemplo, pela emigração económica para o Brasil no século XIX e pela emigração económica, a partir de 1960, para alguns países da Europa Ocidental. Além dos cerca de dez milhões de portugueses residentes em Portugal, estima-se existirem milhões mais espalhados pelo mundo, incluindo recentes lusodescendentes, num total de milhões de pessoas com raízes portugueses.

## Características físicas

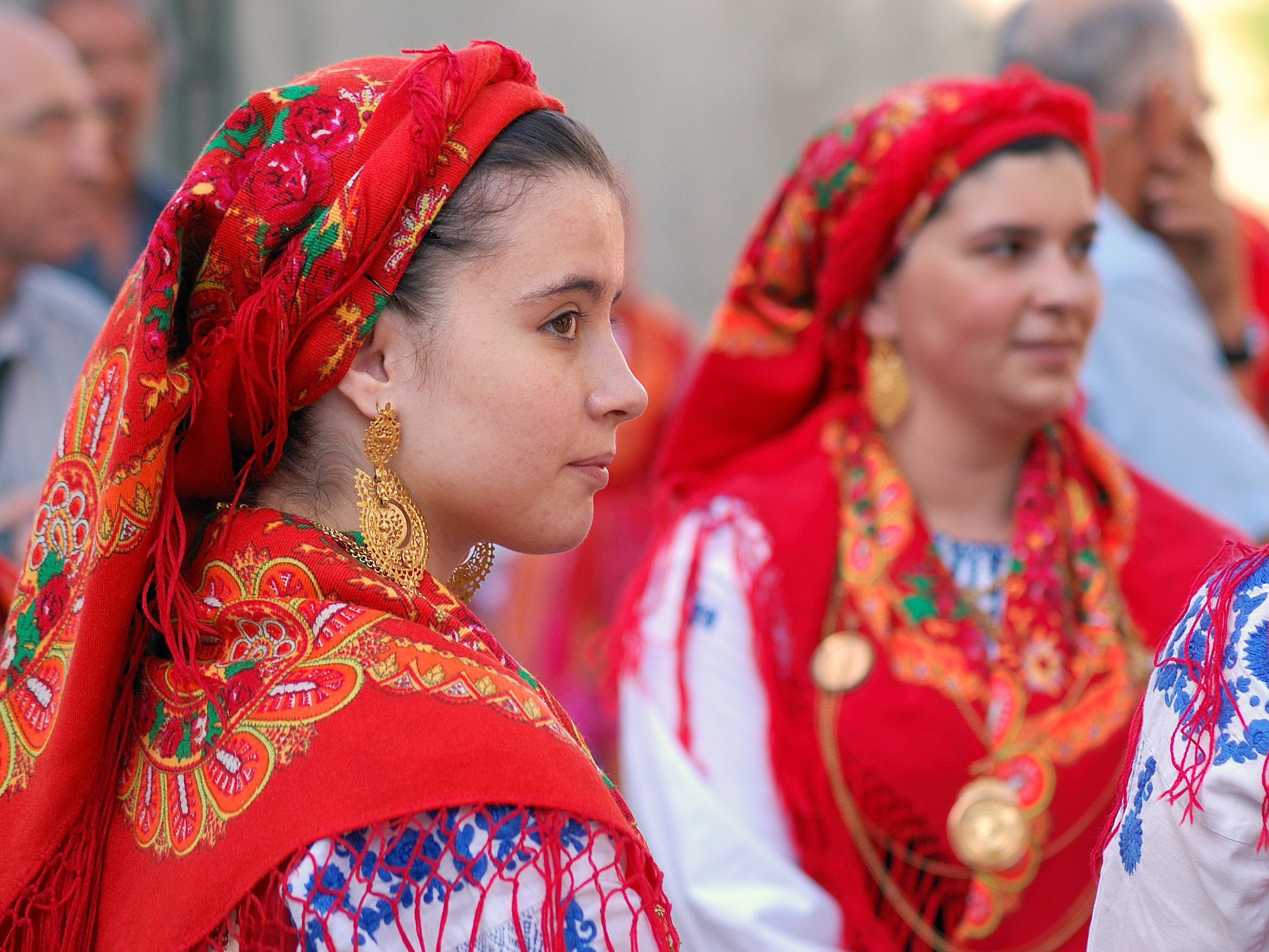
Mulheres portuguesas com trajes típicos de Viana do Castelo.

Os portugueses, assim como os outros povos do sul da Europa e mediterrânicos, são uma população maioritária, mas não exclusivamente morena.

## As origens
Os portugueses são uma população sul europeia, predominantemente atlântico europeia e oeste-mediterrânica. Todos os europeus modernos são basicamente descendentes de três populações que povoaram o continente europeu: os caçadores-coletores ocidentais; os primeiros agricultores europeus vindos da Anatólia e os proto-indo-europeus vindos da Estepe pôntica (Cultura Yamna ou Yamnaya), com algumas populações atípicas apresentando mistura adicional com povos da Sibéria e do Oriente Próximo. A diferença entre o sul e o norte da Europa consiste no grau de influência de cada grupo: a ancestralidade relacionada com Yamnaya é menor no sul da Europa e maior no norte, ao passo que a ancestralidade dos agricultores da Anatólia é maior no sul e menor no norte. Os italianos da Sardenha são a população moderna com maior similaridade genética com os antigos povos agricultores neolíticos da Europa, com cerca de 85% da ancestralidade sarda sendo oriunda dos agricultores neolíticos. Por sua vez, a ancestralidade das estepes relacionada à cultura Yamnaya atinge seu pico nos noruegueses, lituanos e estonianos, que têm cerca de 50% da ancestralidade relacionada aos povos das estepes.
A população ibérica, na qual insere-se a portuguesa, também foi formada pelas três populações principais para o povoamento da Europa. A ancestralidade que predomina ainda hoje na população ibérica é dos primeiros agricultores europeus, que chegaram da Anatólia e se dispersaram pela Europa Mediterrânea, entre nove e sete mil anos atrás, miscigenando-se aos caçadores-coletores que ali habitavam. Outra grande influência genética nos portugueses atuais adveio das ondas dos pastores proto-indo-europeus, vindos da Estepe pôntica durante a Idade do Bronze. A predominância do haplogrupo R1b do cromossomo Y nos portugueses prova isso. Começando pelo menos no período romano, a diversidade genética da Península foi acrescida pelo fluxo genético do Norte de África e do Mediterrâneo oriental.
A imagem abaixo mostra as migrações que formaram a composição genética da população ibérica:

Mistura de populações na genética da Península Ibérica.

Desenvolvimentos recentes das metodologias para definição das estruturas populacionais levaram a um estudo de 2006 que concluiu verificar-se uma clara e consistente divisão entre grupos populacionais sul e norte europeus. Um estudo adicional de 2007 posiciona as populações ibéricas algo afastadas de outros grupos continentais, incluindo outros grupos sul-europeus, dando fundamento à hipótese que a Península Ibérica alberga as populações com a origem mais antiga de toda a Europa. Neste estudo, a mais importante diferenciação genética europeia atravessa o continente de norte para sudeste, acompanhada de um outro eixo de diferenciação este-oeste (diferenciando o sul do norte), ao mesmo tempo que se verificou, apesar destas linhas de demarcação relativa, a homogeneidade e proximidade genética de todas as populações europeias.
Um estudo genético de 2019, que analisou o DNA de habitantes da Península Ibérica, dos últimos 8 000 anos, sugere que a população portuguesa e espanhola foi formada pelas seguintes ondas migratórias:
1. Mesolítico (c. 8 000 a.C.): há um influxo inicial de caçadores-coletores da Europa Central, que migraram para o noroeste da Península Ibérica;
2. Início do Neolítico (c. 5 000 a.C.): agricultores neolíticos mudam-se para a Península Ibérica, introduzindo a ancestralidade da Anatólia;
3. Médio Neolítico (c. 4 000 a.C.): influxo adicional de caçadores-coletores da Europa Central;
4. Idade do Cobre (c. 3 000 a.C.): algum influxo de genes pelo contato esporádico com o Norte da África;
5. Idade do Bronze (c. 2 000 a.C.): fluxo génico adicional do Centro e do Norte da Europa;
6. Idade do Ferro (c. 1 000 a.C.): mais fluxo génico do Centro e do Norte da Europa. A partir desse momento, a composição genética dos bascos permanece praticamente intacta até os dias atuais;
7. Período Romano (c. ano 0): influxo genético do Mediterrâneo central e oriental. Algum influxo adicional de genes norte-africanos, no sul da Península Ibérica;
8. Período Visigótico (c. ano 400): influxo genético pouco duradouro;
9. Período Muçulmano (c. ano 1000): fluxo génico adicional do Norte da África. Com a Reconquista, ocorre uma maior troca de fluxo génico do resto da Península Ibérica em direção ao Sul, seguida da expulsão dos mouriscos e judeus, reduzindo significativamente a contribuição norte-africana e do próximo-Oriente, sem contudo eliminá-la totalmente.

### As populações paleolíticas e mesolíticas ibéricas

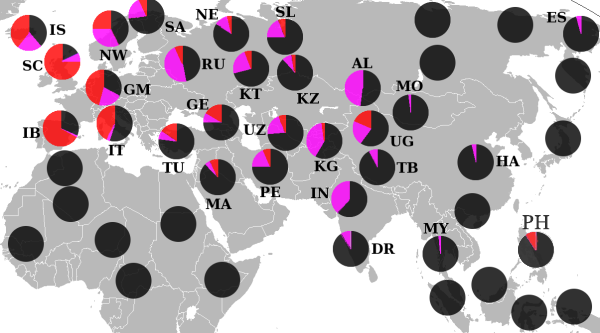
Distribuição do haplogrupo R1b (vermelho)

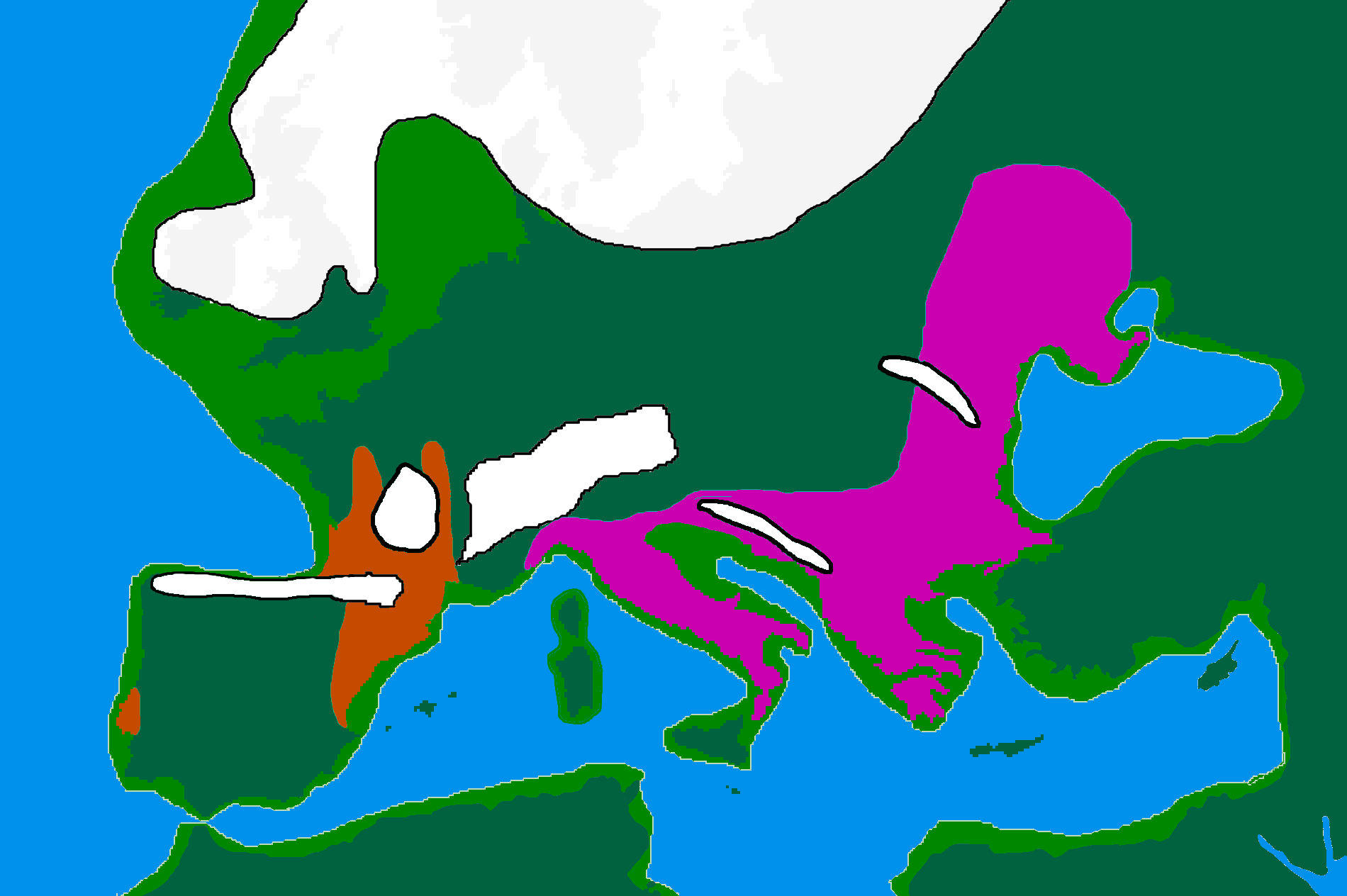
Refúgios populacionais europeus durante o último máximo glaciar, cerca de 20 000 anos atrás

Os seres humanos chegaram à Europa há cerca de 50 mil anos, alcançando a Península Ibérica entre 40 e 30 mil anos atrás, segundo vestígios arqueológicos. Os primeiros humanos que habitaram a Península Ibérica tinham olhos, cabelos e pele escura, porém foram substituídos, entre 20 e 15 mil anos atrás, por caçadores-coletores oriundos dos Balcãs, os quais tinham cabelos e pele escura, mas olhos claros e um pouco de ancestralidade do Oriente Próximo.

#### A conexão atlântica

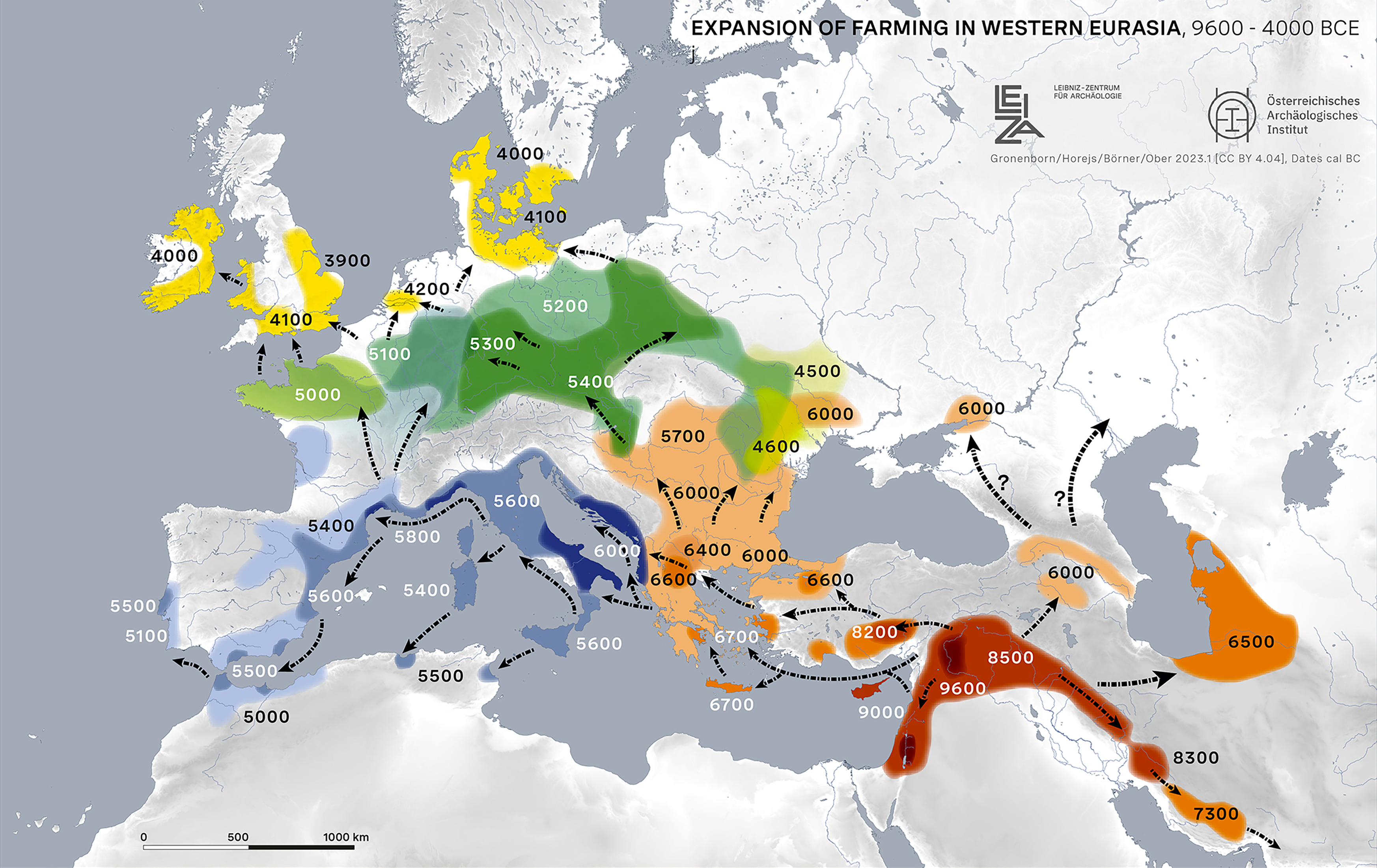
Mapa da dispersão da agricultura pela Europa a partir do Oriente Próximo. Os números indicam anos antes de Cristo

Geneticistas como Barry Cunliffe, Bryan Sykes, Stephen Oppenheimer e Spencer Wells têm avançado com a hipótese, fundamentada nestes e noutros estudos genéticos, bem como em dados arqueológicos, de que as populações ibéricas devem ser consideradas como a origem principal dos povos que repovoaram a Europa atlântica no período pós-glacial, particularmente durante o Paleolítico e o Mesolítico, mas também no Neolítico.
De facto, esta origem genética mantém-se predominante ainda hoje na região atlântica europeia, desde a Península Ibérica, passando pela França, as Ilhas Britânicas (onde é particularmente marcada, nomeadamente nas populações do País de Gales e da Irlanda) e atingindo partes da Península Escandináva.
Dentro dos marcadores genéticos que evidenciam tal realidade démica, tais como o importante Haplogrupo Y-cromossomático R1b, existem haplotipos modais, sendo um dos mais caracterizados o Haplótipo Modal Atlântico (AMH), que atinge as frequências mais elevadas na Península Ibérica, atingindo os 37% em Portugal. A população portuguesa é relativamente homogénea, sendo o haplogrupo mais frequente em Portugal o R1b3 (típico das populações Europeias).

### A predominância do contributo neolítico
Por volta de sete mil anos atrás, agricultores oriundos da Anatólia, que corresponde à atual Turquia, dispersaram-se por toda a Europa, chegaram à Península Ibérica e misturaram-se aos caçadores-coletores que viviam na região. Atualmente, assim como em outros povos do Sul da Europa, a maior parte da ancestralidade genética dos portugueses é oriunda dos agricultores neolíticos. Estudos sugerem que os primeiros agricultores europeus tinham, em sua maioria, cabelos e olhos escuros, mas pele clara. Foram eles os responsáveis por introduzir a pele clara na Península Ibérica e na Europa em geral.
[[Ficheiro:Homo sapiens - Neolithic - reconstruction - MUSE.jpg|thumb|upright|Reconstrução de uma agricultora do Neolítico da Europa. Atualmente, a maior parte da ancestralidade dos portugueses é originária dos primeiros agricultores europeus.
Os agricultores do Neolítico trouxeram mudanças à paisagem humana da Península Ibérica a partir de há 7 000 a.C., com a introdução da agricultura e o início da Cultura Megalítica Europeia. Esta viria a espalhar-se por grande parte da Europa Ocidental e parte do Norte de África. Um dos centros mais antigos desta cultura monumental foi Portugal. Este é igualmente o período em que se assiste à expansão por via marítima, a partir do leste mediterrânico, da Cultura da Cerâmica Cardial, associada igualmente a processos migratórios marcados pela presença do Haplotipo E3b, originário do Corno de África e disperso pelo Mediterrâneo oriental durante o Mesolítico.

### A Idade do Cobre

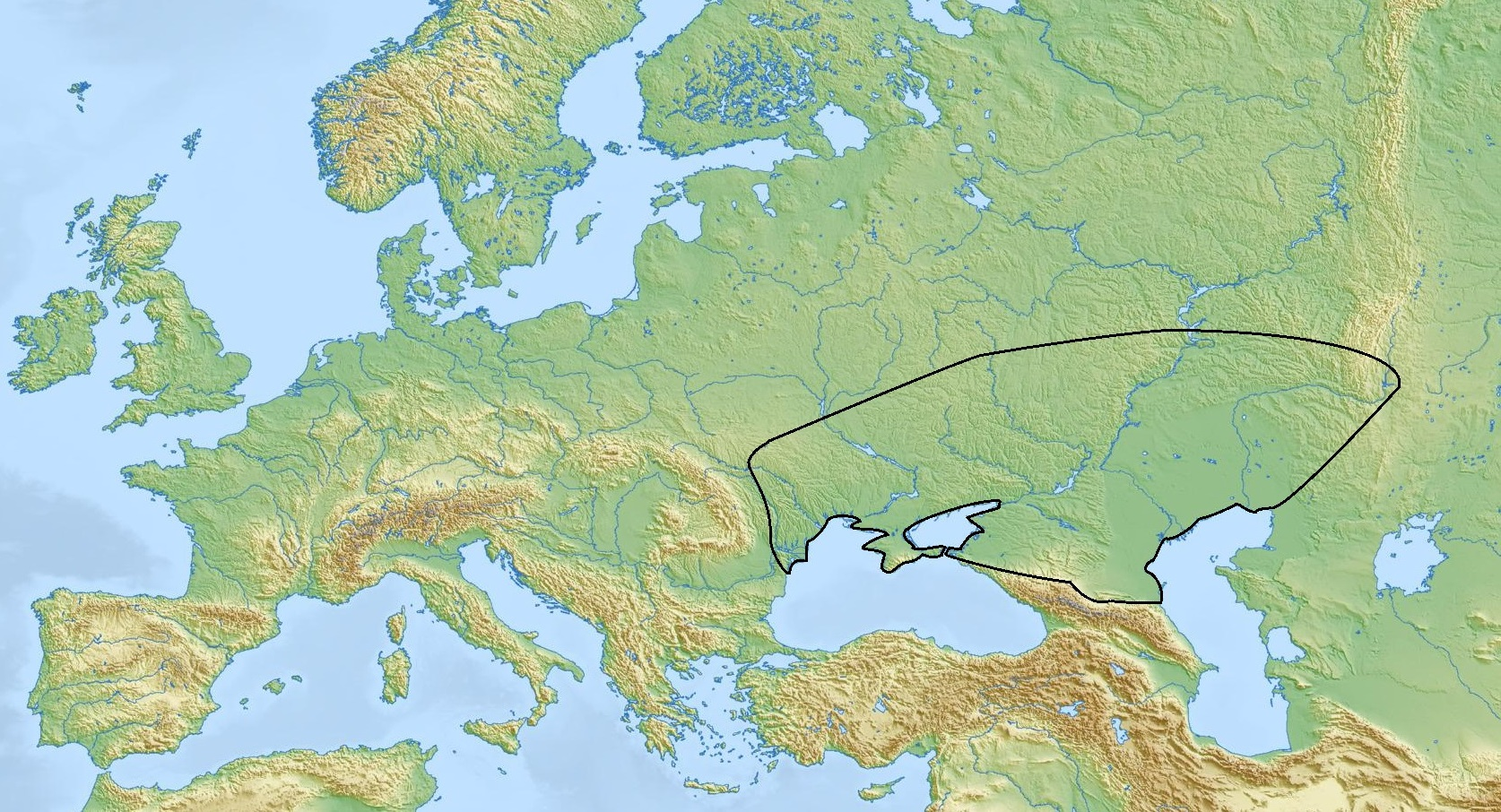
Por volta de 2000 a.C., praticamente 100% dos homens ibéricos foram substituídos por homens provenientes da Estepe pôntica. Ainda não se sabe por que isso ocorreu.

Cerca de 4.500 anos atrás, a população da Península Ibérica era formada basicamente pela mistura dos caçadores-coletores do Paleolítico e do Mesolítico com os agricultores do Neolítico. Porém, a partir de então, um novo grupo populacional apareceu na península, proveniente de migrações a partir da Estepe pôntica ao norte e a leste do Mar Negro. Esse grupo de ancestralidade estepe e as populações ibéricas preexistentes parecem ter coexistido na Península Ibérica por séculos, com pouca miscigenação. No entanto, por volta de 2000 a.C. quando essas populações começaram a se misturar, isso ocorreu com uma grande assimetria sexual, conforme revelado pelos cromossomos Y, que são herdados apenas pelos homens: os tipos de cromossomo Y dos homens da estepe tornaram-se cada vez mais comuns, enquanto os tipos de cromossomo Y dos habitantes anteriores essencialmente desapareceram, num período de apenas 200 anos. Em outras palavras, os homens vindos da estepe substituíram toda a população masculina da Península Ibérica, 100% dos seus cromossomas Y sumiram e 40% da ancestralidade ibérica foi substituída. Não se sabe por que isso ocorreu, pois registos arqueológicos não evidenciam que tenha havido uma explosão de violência nesse período. A genética, portanto, conseguiu encontrar que os homens ibéricos desapareceram num curto período de tempo, porém não se sabe se foi devido à guerra, à escravatura e à subjugação, ou às preferências culturais das mulheres ibéricas, ou a alguma combinação de elementos.
Ao longo da Idade dos Metais, houve dois fluxos migratórios de povos indo-europeus para a Península Ibérica, com importantes contribuições para o pool genético. O primeiro foi o dos proto-indo-europeus da Estepe Pôntica, durante a Idade do Bronze, há aproximadamente quatro mil anos, e substituiu praticamente todas as linhagens paternas ibéricas existentes até então, bem como introduziu línguas indo-europeias na região; o segundo, durante a Idade do Ferro, há cerca de três mil anos, com a chegada dos povos celtas, indo-europeus vindos da Europa Central. A partir da fixação dos celtas, o pool genético dos bascos permanece praticamente intacto, até os dias atuais.
A Idade do Cobre, ou Calcolítico, trouxe igualmente mudanças à paisagem humana e cultural da Península Ibérica e nomeadamente ao território português. Esta fase caracteriza-se pelo início da metalurgia, pelo aumento da complexidade e estratificação sociais, bem como, no caso ibérico, pelo aparecimento das primeiras civilizações e de extensas redes de troca e comércio que vão do Norte de África até ao Mar Báltico, com relevo para as Ilhas Britânicas.

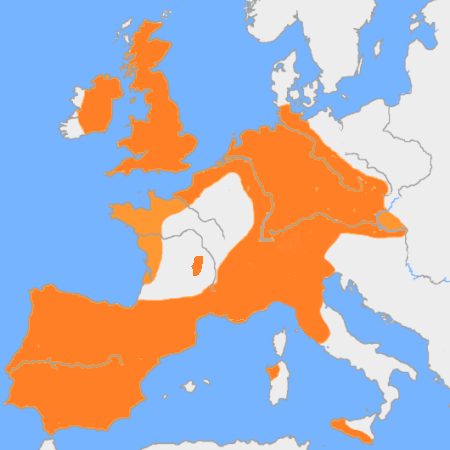
Extensão da Cultura do Vaso Campaniforme

### A Idade do Bronze

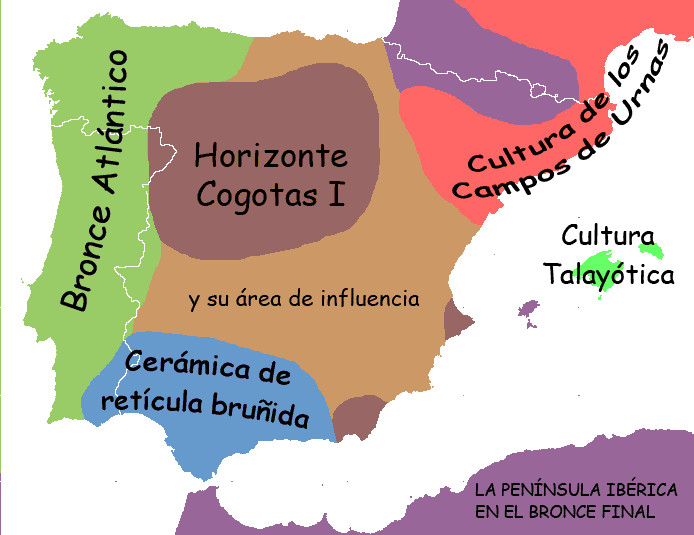
Idade do Bronze na Península Ibérica

A Idade do Bronze, que se desenvolve a partir de 1 800 a.C., acentuará os processos populacionais e culturais verificados na Idade do Cobre: aumento da urbanização a sul e leste, aumento das influências centro-europeias a norte e oeste. De facto, é por volta do I milénio a.C. que se verificam as primeiras migrações para a Península Ibérica de populações claramente de língua Indo-Europeia (associadas à expansão da Cultura dos Campos de Urnas, de carácter proto-celta), e que viriam a contribuir para a Idade do bronze atlântica (cujas principais regiões parecem ter sido Portugal, a Andaluzia (Tartesso?), a Galiza e a Grã-Bretanha). Estas migrações foram mais tarde, nos séculos VII a V a.C. (já na Idade do Ferro), seguidas por outras que podem já ser claramente identificadas como celtas. É neste contexto de celtização que, a partir do século VI a.C. se deu o desenvolvimento da Cultura castreja numa ampla zona do noroeste da Península Ibérica, entre os rios Douro e Návia e a Oeste do Maciço Galaico, tendo desenvolvido um tipo muito peculiar de assentamentos, chamados castros, diferentes de outras áreas da Península.

### A Idade do Ferro
Os dois principais componentes dos desenvolvimentos populacionais do território português durante a Idade do Ferro foram a migração de populações celtas e o desenvolvimento da Civilização Tartéssica. Estes dois processos acentuaram ainda mais as características da paisagem cultural do Portugal de então — mediterrânico a sul do rio Tejo e continental a norte.

#### Os celtas

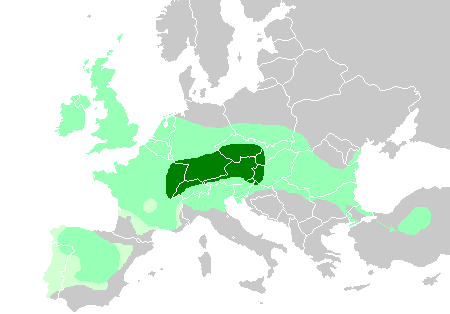
Expansão celta na Europa

As migrações de populações protoceltas e celtas, no seguimento da anterior expansão da Cultura dos Campos de Urnas, acentuam vincadamente o carácter indo-europeu do panorama humano na Península Ibérica, e muito particularmente o português. Trata-se, por um lado, do forte substrato protocelta (às vezes chamado pré-celta) que dará origem aos lusitanos e aos seus vizinhos vetões (no espaço dos quais se veio a desenvolver a Cultura dos berrões), na área onde se identifica a cultura castreja e que parece estar também igualmente presente nos galaicos e ástures (embora estes últimos possam ter igualmente uma forte componente aquitânica vinda dos também misturados Cântabros). Por outro lado, trata-se da clara «celtização» da metade noroeste da Península através dos processos de expansão démica e cultural a partir do centro celtibero, que assim produz populações celtas distintas das celtiberas e que podem ser designadas como hispano-celtas (ou celtas da Península Ibérica).

#### A civilização tartéssica e os Cónios

Tartesso e a sua área de influência

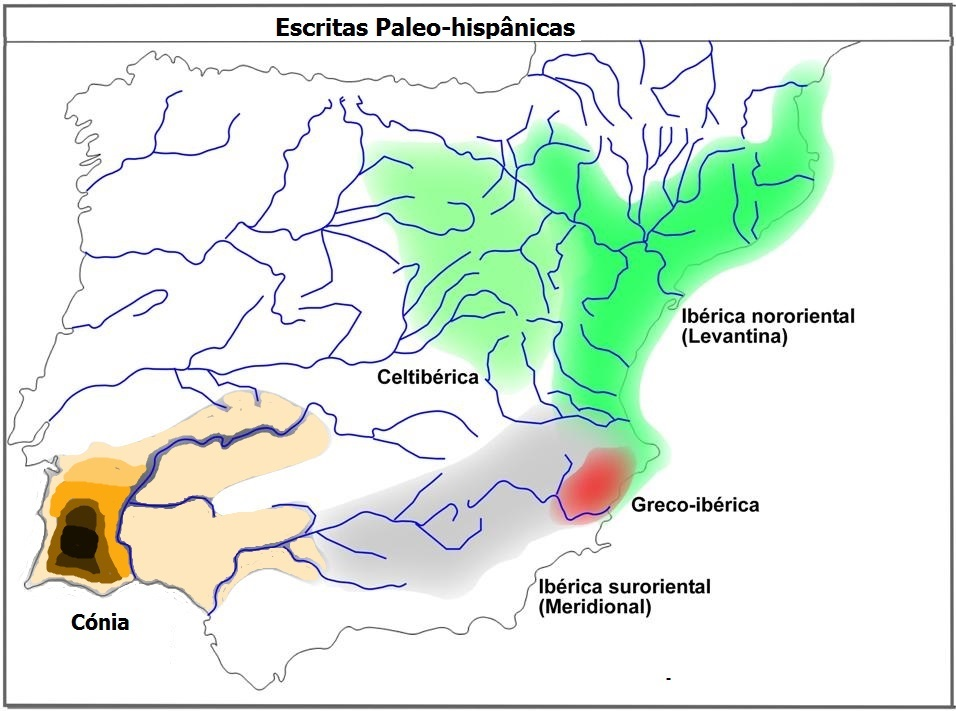
mapa dos Cónios

A cultura tartéssica-cónia no sul de Portugal foi substituída pela forte presença Celta, resultado de processos migratórios dos Célticos, que assim «celtizaram» esta zona, bem como as populações, ligadas a Tartesso, dos turdetanos e dos cónios. Os Cónios legaram-nos o mais amplo património de escrita tartéssica (na variante chamada escrita do Sudoeste) e, mesmo depois de celtizados, permaneceriam como população autónoma até à chegada dos romanos, com quem se aliaram contra, nomeadamente, os lusitanos (que acabaram por destruir a sua principal cidade — Conistorgis). Vários historiadores consideram de facto os Conii ou Cynetes (em Latim), como uma população e cultura distintas dos Tartéssios, ainda que influenciados por estes. Além disso, não é consensual a designação da primeira escrita na Península Ibérica. Para muitos historiadores é a escrita do sudoeste ou sud-lusitana. Já os linguistas, utilizam as designações de escrita tartéssica ou turdetana. Outros concordam com a designação de escrita cónia, por não ser limitada geograficamente, mas relacionada com o povo e a cultura que criou essa escrita. E, segundo Leite de Vasconcelos com os nomes konii e Konni, que aparecem inscritos com variações em diversas estelas.

Mapa das rotas de expansão Fenícias

É de notar que apesar da língua tartéssica ser em regra tratado como não classificada, dada a escassez de textos e falta de óbvias conexões com outras línguas — o que permanece como a visão dominante, vários autores apresentam-na como céltica ou pelo menos fortemente celtizada. Correa, Untermann e particularmente Koch propõem etimologias celtas para nomes tartéssicos, ou mesmo que o tartéssico era uma língua celta. Koch defende mesmo que as línguas celtas nascem no contexto cultural da idade do bronze atlântica.

#### Antes dos romanos

Mapa Etno-Linguístico da Península Ibérica por volta de

Por volta do século IV a.C., os Célticos, uma nova vaga de migração celta, penetram no território português e assentam no Alentejo com penetração até ao Algarve. Os Túrdulos e os Turdetanos, provavelmente de origem tartéssica embora altamente celtizados, estabelecem-se na área do Guadiana. Uma série de cidades do Algarve, tais como Conistorgis, Balsa (Tavira), Besuris (Castro Marim), Ossónoba (Faro) e Cilpes (Silves), são habitadas pelos Cónios, que se misturam progressivamente com os Célticos. Os lusitanos (que, na hipótese mais moderna, se consideram protoceltas) habitam a área entre o Douro e o Tejo e começam progressivamente a penetrar no Alto Alentejo. As populações galaicas, de substrato protocelta, tornam-se progressivamente populações de língua celta.

### A romanização

Conquista Romana da Hispânia

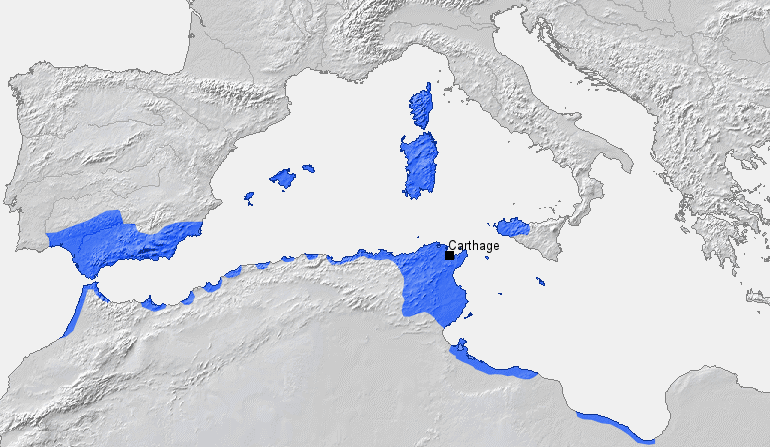
Império Cartaginês imediatamente antes da Primeira Guerra Púnica em

Em 219 a.C., as primeiras legiões romanas invadem a Península Ibérica (que viriam a designar por Hispânia) no âmbito da Segunda Guerra Púnica contra Cartago (herdeiros dos fenícios na zona de influência a sul), num processo de conquista que só será terminado durante o reinado do Imperador Augusto em 19 a.C.. Os Romanos, com forte presença militar na Península (não só devido à guerra com Cartago, mas posteriormente em processos de conquista territorial das populações ibéricas, bem como em lutas intestinas entre romanos, tais como a revolta de Sertório entre 83–72 a.C., ou a guerra civil de César entre 49–45 a.C.), acabaram por ser a mais importante influência cultural nas populações que viriam a constituir a nação portuguesa. Tal influência deveu-se ao legado maior do latim (nomeadamente o latim vulgar) como, inicialmente, língua franca de comunicação e, posteriormente, língua universal (extinguindo todas as línguas pré-Romanas que se falavam na Península, com a conhecida excepção do Basco, provavelmente originário do Aquitânio), que originou a língua portuguesa. Outra influência que se pode considerar romana, ainda que de origem não romana e numa fase muito posterior (já no século IV), foi o cristianismo. A importância romana foi não só directa, através destes e outros legados culturais, como indirecta e ainda presente, já que a Civilização Romana se constitui como uma das fontes matriciais da Civilização Europeia.
A importância de Roma não foi, no entanto, apenas cultural, já que importantes processos de colonização populacional também se verificaram, nomeadamente através da presença contínua de legiões romanas e dos estabelecimentos subsidiados de legionários após o cumprimento do serviço militar (os chamados eméritos — daí a existência de cidades assim chamadas, como Emerita Augusta, hoje Mérida, em Espanha, e antiga capital da província romana da Lusitânia).
Segundo um estudo genético, durante a ocupação romana da Península Ibérica, aumentou a presença de pessoas oriundas do Mediterrâneo Oriental e do Norte da África na Península, o que demonstra que a presença romana não teve somente impactos culturais, mas também populacionais.

### Os germânicos

Hispânia em 560 — a verde, a zona de implantação Sueva

No início do século V, no âmbito da decadência do Império Romano do Ocidente, vários povos germânicos invadem a Península Ibérica. Os suevos (quados e marcomanos; acompanhados por um pequeno grupo de búrios) e os vândalos (silingos e asdingos; acompanhados dos seus aliados sármatas, os alanos) estabelecem-se no ocidente peninsular. Os vândalos e alanos irão migrar na sua maioria para o Norte de África e serão substituídos por outra população germânica entretanto chegada à Península — os visigodos.
Serão os suevos e os visigodos, portanto, as populações germânicas que definitivamente se estabelecem em território ibérico. Apesar da presença de elementos visigodos em território português, que denota algum grau de povoamento (essencialmente de elite) espalhado por todo esse território, será a presença sueva a mais duradoura e com maior impacto.
Os suevos, que estabelecem um reino independente na antiga província romana da Galécia (incluindo a moderna Galiza e o território português entre os rios Minho e Douro; de notar que a fronteira sueva foi flutuante, muitas vezes se expandindo para lá do Tejo e incluindo, portanto, Lisboa), com capital em Bracara (hoje Braga), e que resistiu à anexação pelo Reino Visigótico durante quase 200 anos, foram a população germânica que mais impacto terá tido nas populações de Portugal, já que muitos deles se estabeleceram como agricultores e se disseminaram pelo conjunto da população e território. A população sueva estabelecida na Galécia é estimada entre 30 a 35 000 indivíduos, isto é 6% a 12% da população total da Galécia (correspondente à metade Norte de Portugal e Galiza) de então que eram o mesmo povo. Essa presença coincide também com o mais alto grau de contribuição genética germânica no território atual de Portugal e Galiza em toda a Península Ibérica. A única outra região ibérica com contribuição germânica significativa é a Catalunha, devido à ocupação dos reis Francos.
Estas populações germânicas rapidamente adquiriram os hábitos, religião e língua das populações que inicialmente dominaram, ao ponto de a sua diferenciação étnico-linguística ter desaparecido, só permanecendo a pertença visigoda como elemento de distinção nobiliárquica e linhagística. Os visigodos foram, inclusive, elementos centrais de reforço da romanização mais tardia de Portugal e de toda a Península Ibérica, com a sua conversão do arianismo ao catolicismo e a promulgação de legislação, inclusive "códigos", em relativa continuidade com o Direito romano.
Segundo um estudo genético, no longo prazo o impacto das invasões germânicas foi nulo para a composição genética dos habitantes da Península Ibérica.

### Os mouros

A Expansão Islâmica

Em 711 a Península Ibérica foi invadida por exércitos Islâmicos norte-africanos, conhecidos pela designação genérica de mouros — tratava-se essencialmente de berberes com elementos árabes. A presença e domínio islâmico na Península (chamada Al-Andalus, em árabe الإندلس ) veio a revelar-se um processo duradouro com importantes consequências civilizacionais. Se a campanha de conquista muçulmana, aproveitando-se de uma guerra civil entre diferentes facções visigodas pelo trono da Hispânia visigótica, demorou somente 8 anos, o domínio mouro em território português prolongou-se até à conquista definitiva do Reino do Algarve pelos portugueses em 1249.
De facto, foi a presença e o domínio islâmico que catalisou os processos produtores quer do Estado, quer da própria nacionalidade portuguesa, no contexto da reacção das elites e populações cristãs a que se convencionou chamar «Reconquista». Mas não pode pensar-se este processo de cinco séculos como um que tenha oposto linearmente as populações cristãs aos invasores islâmicos. Ocorreram processos de aculturação e entrecruzamento entre as populações autóctones da Península e as populações ditas «mouras». Os processos culturais foram de extrema importância: a complexidade, sofisticação e envergadura civilizacional, os contributos tecnológicos e científicos, linguísticos e literários, intelectuais, artísticos, etc., do Islão na Península Ibérica (e, por essa via, para toda a Civilização Europeia) foram de tal ordem que levam vários historiadores a falar, pelo menos para alguns dos períodos de dominação islâmica, de uma idade de ouro civilizacional, a que toda a Europa muito deveria.

Mapa cronológico que mostra a retração do árabe andalusino/moçárabe (Arabic & Mozarabic) e a expansão da língua portuguesa (Portuguese) a partir do ano 1000.

- As populações norte africanas (bem como os pequenos grupos de árabes, de subsarianos, de escravos eslavos, de persas, etc., a elas associadas), mesmo com os diferentes momentos de entrada dessas populações ao longo dos séculos (coincidindo em grande medida com a entrada de novos exércitos aquando dos momentos de luta interna, política ou religiosa — fitna, no Al-Andalus), foram sempre uma minoria que não terá ultrapassado os 10% do conjunto da população total.[77]
- A maioria da população muçulmana da Península Ibérica era constituída por autóctones ibéricos convertidos (os chamados Muladis), isto é; a maioria dos "mouros" eram de facto europeus, ibéricos de religião islâmica.[77]
- A maioria da população em zonas de domínio muçulmano, ao longo de todos os séculos de presença, não era muçulmana (com algumas excepções localizadas espacial e temporalmente), mas sim população autóctone ibérica que se manteve de língua românica e cristã (do rito visigótico), ainda que fortemente arabizada do ponto de vista cultural — os chamados moçárabes[78] (repare-se que Moçárabe, para designar a população ou a língua, é um termo moderno do século XIX — essas populações referiam-se a si próprias e à sua língua como Latinus[79]).
- A maioria das populações norte-africanas que de facto se estabeleceram na Península eram berberes. Os Berberes, particularmente das regiões mais litorais, não podem ser descritos como uma população radicalmente diferente das populações sul-europeias, com as quais, aliás, apresentam ligações ancestrais.
- Mesmo nas elites islâmicas, a presença de elementos conversos não era despicienda — mesmo algumas dinastias reinantes tinham origem hispano-visigótica (como os Banu Cassi, fundados pelo converso hispano-visigodo Conde Cássio).
- Os processos sociais do final da Reconquista e do período seguinte instituíram sistemas de discriminação social (geridos em parte pelas autoridades religiosas) que guetizaram e até expulsaram (para o Norte de África) fatias significativas das populações ditas mouriscas (as quais de qualquer modo, tinham uma origem basicamente autóctone ibérica).

#### O legado genético do domínio islâmico
Existem vários estudos focados no impacto dos séculos de domínio e presença islâmica na Península Ibérica no património genético das populações da Península Ibérica.

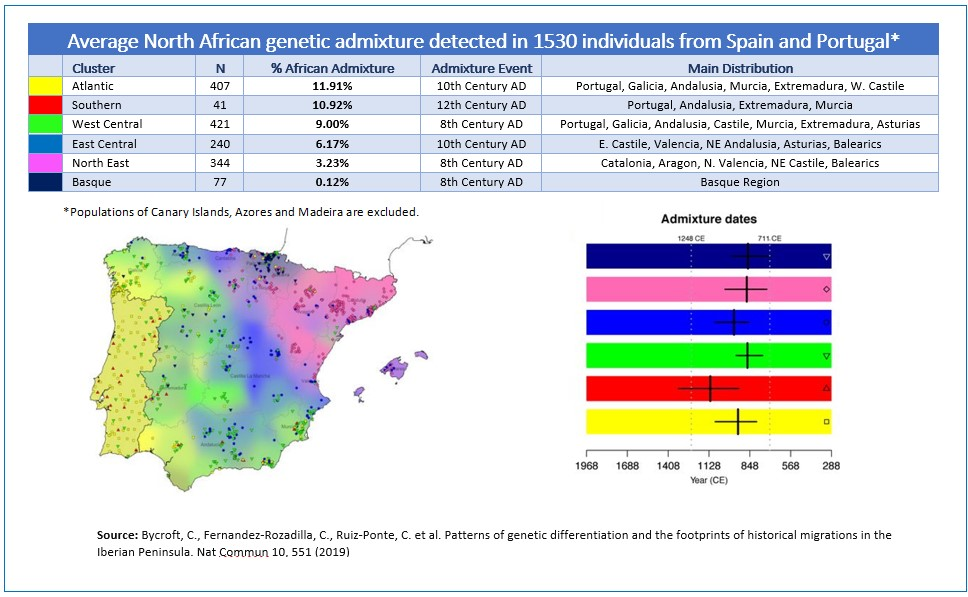
Mapa da mistura norte-africana na Península Ibérica. Segundo esse estudo, a mistura norte-africana vai de um mínimo de 0,12% nos bascos a um máximo de 11,91% nos portugueses

Alguns desses estudos apontam para relação parcial, ainda que pequena, entre algumas das populações ibéricas (nomeadamente do extremo sudeste da Península) e algumas populações norte-africanas. A Península Ibérica e a Sicília são as únicas regiões europeias com níveis significativos do haplotipo Y-cromossomático E-M81 (típico do noroeste africano; de notar que este e outros marcadores genéticos deste tipo estão também presentes noutras regiões da Europa — a questão é de significado estatístico das frequências). Por outro lado, é difícil saber se estas contribuições para o genoma ibérico são o resultado dos séculos de domínio muçulmano ou de antigos processos démicos que antecedem a presença islâmica, constituindo o resultado de algum fundo populacional e migratório do Ocidente mediterrânico, como se constata quando se analisam as populações berberes norte-africanas. No caso português, pelo menos, parece ser esta claramente a situação.
Segundo um estudo genético, a ancestralidade do Norte da África atinge um máximo de 11% no Oeste peninsular, área correspondente a Portugal e à Galiza, ao passo que é ausente ou quase ausente no País Basco e nordeste da Espanha. Outro estudo, o qual utilizou 6.501 amostras de cromossomos Y não relacionadas vindas de 81 populações, estimou que 5,6% das linhagens na Península Ibérica são de origem norte-africana. Outro estudo estimou que as populações do noroeste africano podem ter contribuído com 7% dos cromossomos Y ibéricos. O estudou concluiu que, embora os muçulmanos tenham controlado boa parte da Península Ibérica, por vários séculos, o seu impacto genético foi pequeno.
As populações ibéricas apresentam um grau substancial de homogeneidade e de clara pertença ao conjunto europeu de diversidade genética. A clara diferenciação entre as populações do noroeste africano e da Península Ibérica sugerem que o Mar Mediterrâneo funcionou, neste caso, como uma forte barreira geográfica que restringiu os fluxos démicos, ainda que fortes factores culturais também possam ter jogado o seu papel. A maioria dos estudos genéticos verifica que a presença de elementos norte-africanos nas modernas populações ibéricas é menor quando comparada com a base ancestral pré-islâmica.

#### As minorias mouriscas e judias
A presença islâmica na Península não foi um processo pacífico, embora não tenha sido apenas um processo bélico. Desde cedo se verificaram processos reactivos por parte das elites e populações cristãs peninsulares. Tal levou à formação de entidades estatais no norte da Península, área que, de resto, pouca presença e influência islâmica teve. É desta reacção social, cultural e militar a que se convencionou chamar «Reconquista» que emergiram não só os estados ibéricos, mas também as modernas populações e identidades nacionais da Península.
Este é claramente o caso de Portugal. Desde a fundação do Condado de Portucale por Vímara Peres em 868, passando pela fundação do seu sucessor Condado Portucalense, já com D. Henrique, e incluindo os territórios flutuantes do antigo Condado de Coimbra, até à independência do Reino de Portugal com Afonso Henriques em 1139, a História de Portugal é uma de construção política de um espaço geo-demográfico que se diferencia dos seus vizinhos cristãos (mormente a Galiza e o Reino de Leão, depois Reino de Castela) à custa do território conquistado aos muçulmanos. Este processo culminara com a tomada do Reino do Algarve por Afonso III em 1249, tornando Portugal a primeira nação da Península Ibérica a repor a soberania e valores cristãos. Na Espanha esse processo culminou em 1492 com os Reis Católicos.
Os mouriscos eram essencialmente populações de religião islâmica (mas muitas vezes de língua românica) que, como acima se viu, descendiam basicamente de populações Muladis, ou seja, de grupos autóctones ibéricos europeus, convertidos ao Islão durante os longos séculos de domínio muçulmano. Tratar-se-ia de populações pouco numerosas, pobres, concentradas especialmente em Lisboa, Setúbal, Évora e Algarve.
Os judeus portugueses, maioritáriamente do subgrupo dos judeus sefarditas, eram uma presença mais antiga na Península, talvez remontando aos tempos romanos tardios, claramente documentada desde 482 e fortemente atestada desde os tempos visigóticos. Esta sempre foi uma minoria com um lugar problemático nas sociedades ibéricas (tal como nas europeias em geral), devido às particularmente fortes tendências antissemitas que cedo se fizeram sentir no Cristianismo.
A questão central no que concerne a origem populacional dos portugueses é que, mesmo que tivessem ficado estas minorias judias e mouriscas em percentagem relevante após a Reconquista, tal não alteraria, como não alterou, as características do espectro démico português, já que, por um lado, os mouriscos tinham uma origem essencialmente ibérica e, por outro, também a tinham os judeus ibéricos (cuja origem remota se encontra na presença de minúsculas populações judias vindas do Médio Oriente ou doutros locais do Império Romano cuja expansão demográfica se deveu a influxos populacionais ibéricos, bem como, no essencial, à conversão de autóctones).

### A escravatura africana (subsariana)
A presença africana subsariana resultante dos processos da escravatura atlântica tem sido alvo de debates e polémicas. Não só em relação a Portugal, mas igualmente em relação ao resto da Europa Ocidental, isto porque havia um tráfico regular de escravos africanos não só de Portugal para Espanha, como para o resto da Europa. No século XVI os escravos africanos tinham já substituído todos os outros grupos étnicos e religiosos de escravos nos mercados de escravos europeus ocidentais. Não só foi tradicionalmente difícil quantificar o número de escravos «negros» em território português, também sempre foi difícil estimar, dadas nomeadamente as assimetrias na composição sexual das populações escravizadas, a taxa de reprodução dessas populações (por oposição, em especial, à sua substituição por novos contingentes importados). Este tema foi e é igualmente alvo de discussões de carácter político dadas a exageros, desde tentativas bem fundamentadas de reabilitação do papel dos africanos na história portuguesa, até visões racistas que pretendem, pela visão negativa das populações africanas, discriminar Portugal e os Portugueses. No entanto, até a antiga e desacreditada antropologia física racialista recusava a ideia de que se tivesse verificado um significativo influxo de populações subsarianas em Portugal. Assim, não existe qualquer prova que em Portugal ou resto da Europa Ocidental, historicamente com domínios coloniais no passado; tenham sido deixadas marcas genéticas subsarianas de relevância resultantes dos processos da escravatura.
É hoje sabido encontrarem-se marcadores genéticos subsarianos em todo o continente europeu, desde a Península Ibérica ao Báltico. Esses marcadores têm sido encontrados nomeadamente na Alemanha, Dinamarca, Grã-Bretanha, Finlândia, Sardenha, Sicília, Grécia, etc. Um estudo de 2005 encontrou frequências do haplogrupo de ADN Mitocondrial L (de origem subsariana) em 0,62% de uma amostra Dano-Alemã, 1% numa amostra Britânica, 3,83% numa amostra Ibérica (Portugueses e Espanhóis), 2,38% numa amostra Albanesa, 2,86% numa amostra da Sardenha e 0,94% numa amostra siciliana. Por seu lado, os haplogrupos Y-cromossomáticos de origem africana E e A foram detectados em Portugal (2%), França (2,5%), Alemanha (2%), Sardenha (1,6%), Áustria (0,78%), Itália (0,45%), Espanha (0,42%) e Grécia (0,27%).
A explicação provável para a existência de linhagens subsaarianas em Portugal é a escravatura moderna (séculos XV a XVIII), o que se torna ainda mais lógico quando essas linhagens sejam mais frequentes nas ilhas que foram povoadas nesse período, os arquipélagos dos Açores e da Madeira, que, mesmo assim, não apresentam grandes diferenças com Portugal Continental, de onde a maioria das linhagens genéticas provém (particularmente do Norte), nem em relação às distribuições típicas da maioria das populações da Europa Ocidental.

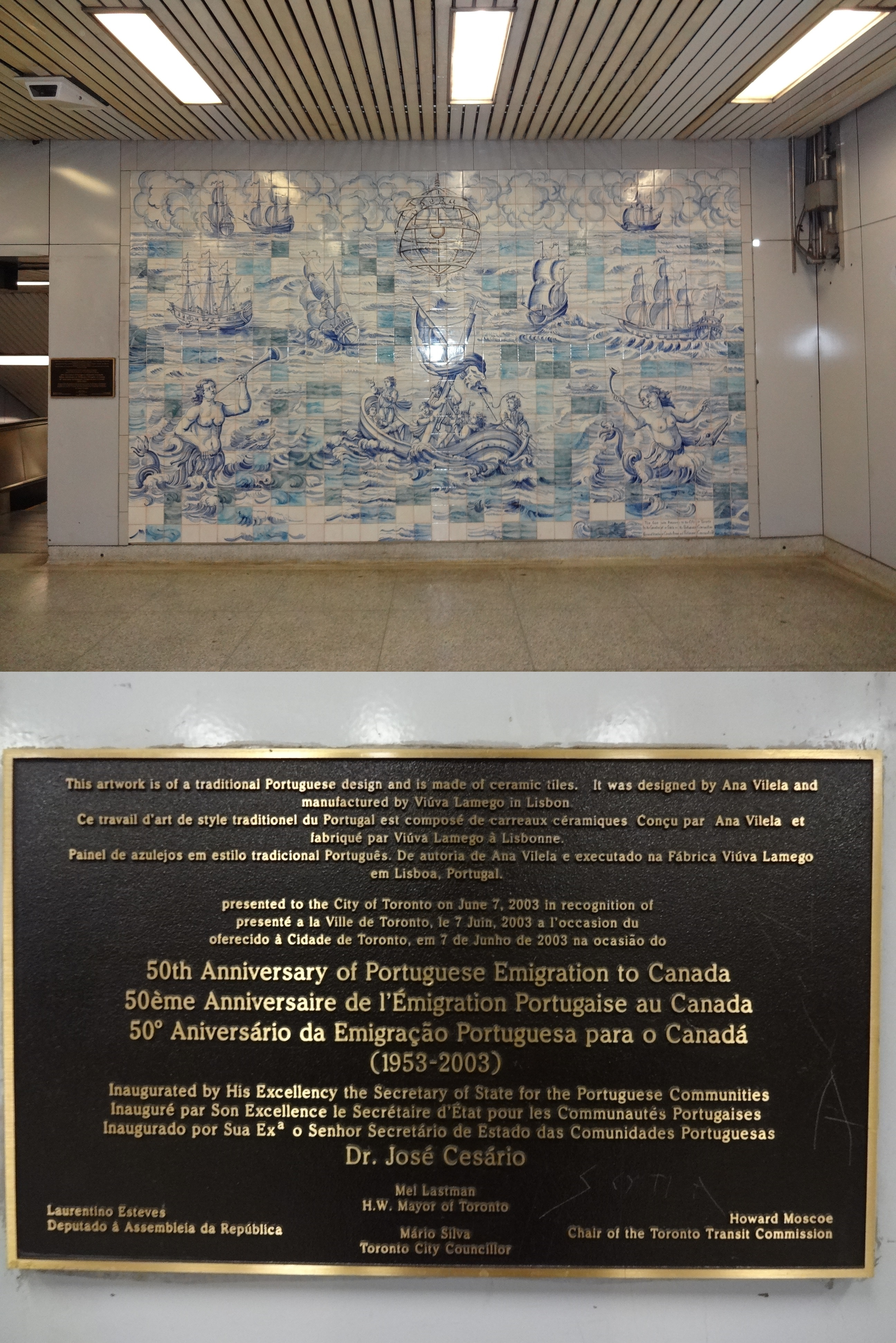
Placa e quadro sobre a imigração portuguesa dentro de estação de metrô em Toronto, Ontario, Canadá

### Minorias étnicas contemporâneas

#### Comunidades estrangeiras
Portugal de um país de que durante grande parte da sua história moderna foi considerado globalmente um país de emigração, tornou-se nas últimas três décadas um país de imigração. De facto, além de populações com origem na União Europeia e no resto da Europa, Portugal tem vindo a receber em número crescente populações migrantes com origem em África (com óbvia relevância para as ex-colónias) e no Brasil, além de uma multiplicidade demograficamente menos significativa de outras origens, entre as quais se avoluma a Chinesa.
É difícil quantificar o número de estrangeiros em Portugal, até pela existência de imigrantes em situação ilegal e não registada, e ainda mais difícil de quantificar o número daqueles que, tendo nacionalidade portuguesa, podem ser considerados como membros de minorias étnicas.
No respeitante aos cidadãos estrangeiros residentes com situação regularizada, para 2006, estima-se residirem de forma legal em Portugal menos de meio milhão de estrangeiros (concentrados em Lisboa, Faro, Setúbal e Porto), avultando as comunidades Brasileira, Cabo-Verdiana e Ucraniana.
Olhando para dados agregados por continente de origem (ver tabela ao lado com dados provisórios do Serviço de Estrangeiros e Fronteiras português para 2006), constata-se serem as comunidades mais importantes as europeias, seguidas das africanas, as americanas e finalmente as asiáticas. De facto, a importância demográfica destas populações é crescente no respeitante ao crescimento da população residente em território português, ainda que não se possa considerar que Portugal tenha uma percentagem elevada de população estrangeira quando comparado com outros congéneres europeus.
É claro que muitos residentes em Portugal categorizados enquanto minoria étnica em termos das relações sociais mais alargadas não estão representados nestes dados (o caso mais patente é o dos ciganos, tratado mais abaixo, mas também o dos goeses ou comunidades com origem no subcontinente indiano e que chegaram a Portugal no contexto da descolonização, tendo, portanto, nacionalidade portuguesa). E a presença de populações estrangeiras não significa por si só processos de assimilação na população portuguesa em geral. De facto, desde os anos 1970, os processos de discriminação e de etnização das relações sociais em Portugal têm-se vindo a acentuar, com particular destaque para a discriminação das populações de origem africana e brasileira, mesmo mais que populações que não têm como língua de origem o português (nomeadamente os Ucranianos). Tal deve-se a múltiplos factores, desde institucionais e jurídicos (note-se que se a lei da nacionalidade de 1959 se baseava no direito de solo, as mudanças de 1975 e 1981 impuseram o princípio do direito de sangue, retirando a possibilidade de naturalização a filhos e netos já nascidos em Portugal de imigrantes, com todas as dificuldades de acesso à cidadania plena daí resultantes; esta situação legal só muito recentemente veio a ser algo alterada, mantendo-se todavia a primazia do direito de sangue), a socioculturais (decorrentes da percepção estigmatizante da diferença), bem como económicos (o acantonamente das principais comunidades migrantes em profissões relativamente desqualificadas), além de residenciais (a concentração geográfica em bairros degradados e guetizados, particularmente no caso das comunidades de origem africana). Estes processos são aliás concomitantes com o reforço de uma visão crescentemente étnico-racial da identidade nacional por parte dos Portugueses, mesmo nas gerações mais novas.

#### A comunidade judia
Se a originária comunidade judia portuguesa foi praticamente extinta com os processos sociais, políticos e religiosos de perseguição dos séculos XV a XVIII (com a excepção de minúsculas comunidades isoladas de Marranos cripto-judeus), a partir do século XIX dá-se uma reconstituição de uma pequena comunidade judia em Portugal.
Hoje em dia não se verificam processos discriminatório relevante em relação à pequena comunidade judia portuguesa, ainda que ataques isolados contra a comunidade se tenham verificado, tal como os actos de vandalismo perpetrados no Cemitério Judaico de Lisboa em 2007 (com a profanação de campas através da pintura de cruzes suásticas). A memória da perseguição aos judeus continua presente, e levou a que, em 1987, o então Presidente da República, Mário Soares, pela primeira vez na História de Portugal, pedisse oficialmente perdão às comunidades judias de origem portuguesa pela responsabilidade de Portugal na Inquisição e nas passadas perseguições antijudaicas.
É difícil dizer quantos judeus existem presentemente em Portugal, embora o último recenseamento geral da população (2001) tenha estimado a população de religião judaica em 5 000 indivíduos, essencialmente concentrados em Lisboa e Porto, com mais três pequenas comunidades, uma em Ponta Delgada (Açores), outra em Faro e outra em Belmonte.
A presente comunidade judaica é uma mescla entre judeus sefarditas de remota origem portuguesa, retornados a Portugal durante o século XIX (nomeadamente de Gibraltar, Marrocos e Império Otomano), cripto-judeus, finalmente praticantes públicos da sua religiosidade e retornados ao seio do Judaísmo institucionalizado (como os de Belmonte), e alguns judeus asquenazes, no essencial resultantes de algumas parcas decisões de estabelecimento em Portugal aquando do êxodo, através de Lisboa, ao Nazismo.

#### Os ciganos
A presença de comunidade ciganas em Portugal remonta à segunda metade do século XV, originários remotamente do norte da Índia e chegando ao território português por via continental europeia. Desde cedo, devido à sua diferença sociocultural e ao seu modo de vida nómada, os Ciganos foram objecto de fortíssima discriminação e perseguição em Portugal, como, aliás, em toda a Europa. As ordens de expulsão do território sucederam-se sem nunca terem conseguido apagar a sua presença.
O número de Ciganos em Portugal é de difícil quantificação. Segundo dados da Comissão Europeia contra o Racismo e Intolerância do Conselho da Europa seriam cerca de 50 000 espalhados por todo o país. Existem, no entanto, estimativas diferentes, como a da organização SOS Racismo, que num inquérito de 2001, junto de 186 Câmaras Municipais, contabilizou somente um total 21, 831 indivíduos de etnia cigana.
A maioria das populações Ciganas em Portugal têm hoje um modo de vida sedentário, concentrando-se nos grandes aglomerados urbanos, e caracterizando-se pelos baixíssimos níveis de escolarização, pela exclusão social generalizada e por contextos residenciais precários (em bairros degradados de barracas). Segundo o relatório da Comissão Europeia contra o Racismo e a Intolerância, os Ciganos são o grupo étnico que os Portugueses mais rejeitam e discriminam, sendo igualmente alvo de discriminação institucional por parte do Estado, nomeadamente ao nível das municipalidades, sendo-lhes levantadas dificuldades persistentes no acesso ao emprego, ao alojamento e aos serviços sociais, bem como na relação com as forças policiais. Globalmente a sua situação tem sido de exclusão social.

## Diáspora portuguesa

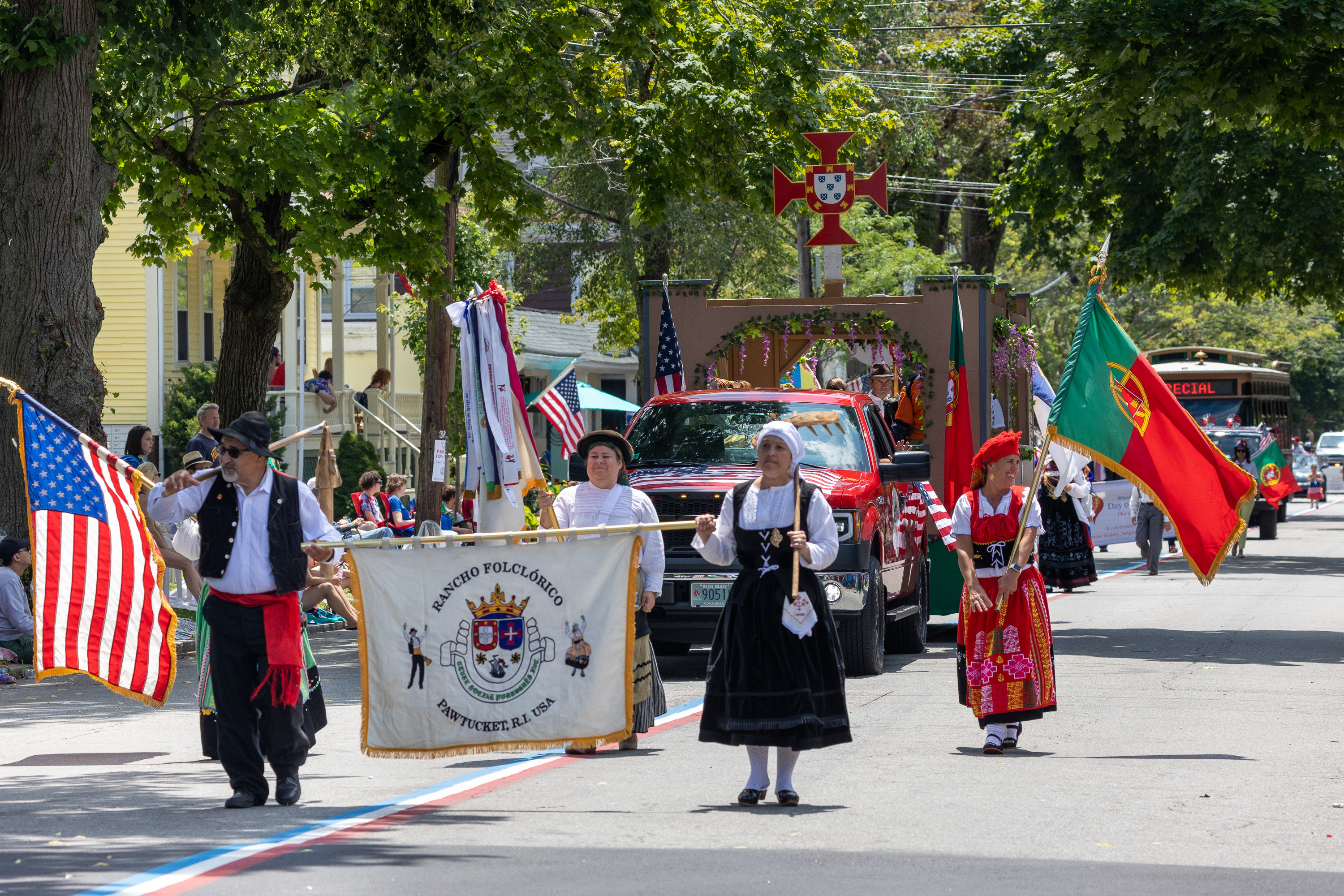
Rancho Folclórico de Pawtucket durante desfile na Parada de Quatro de Julho de 2021 em Bristol, Rhode Island, Estados Unidos.

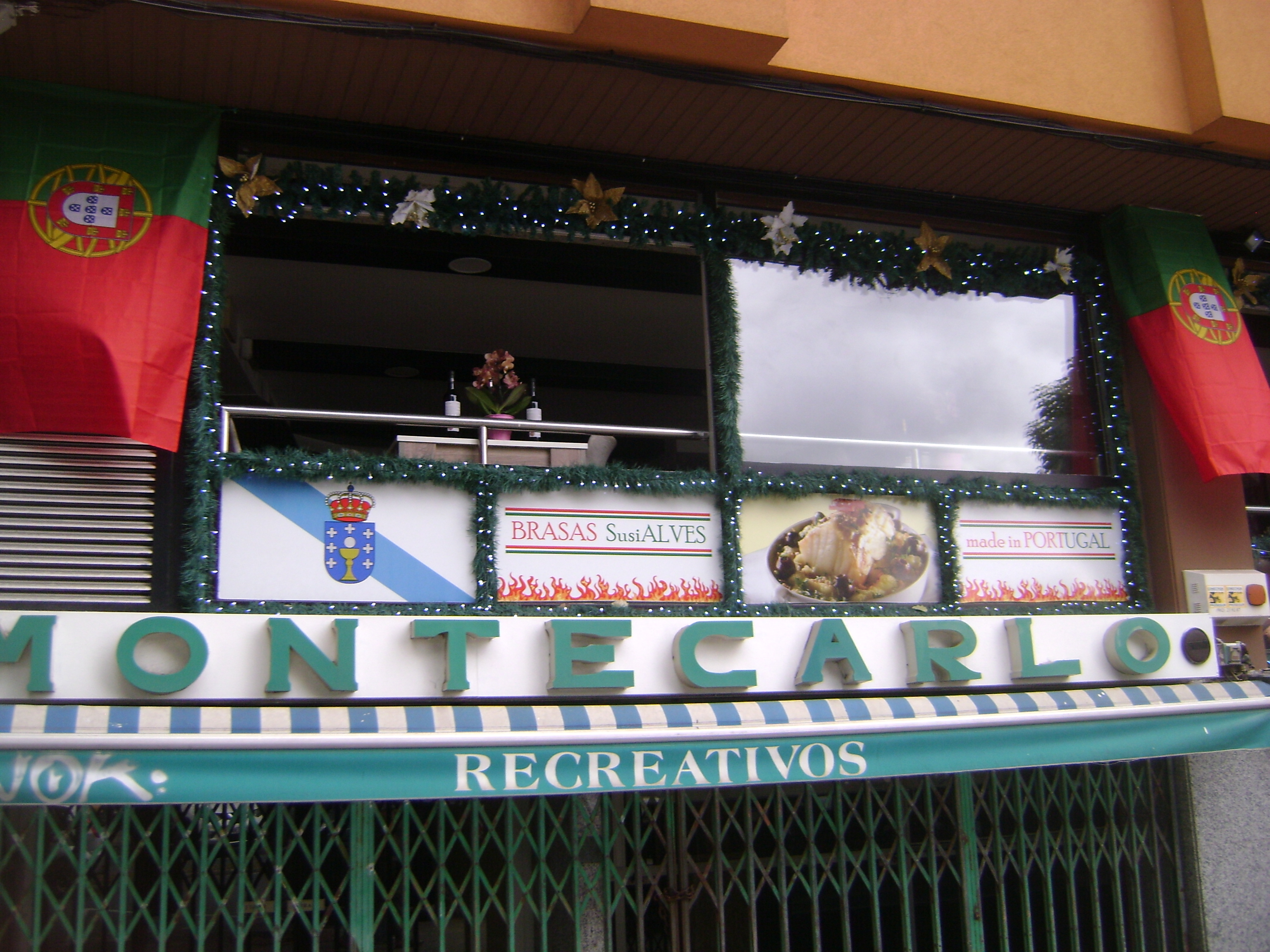
Restaurante português em Oleiros, Galiza, (Espanha).

Portugal foi tradicionalmente uma terra de emigração: desde os processos de expansão imperial e colonização, passando pelo povoamento das Ilhas Atlânticas, pela colonização do Brasil (onde a maioria da população tem ancestralidade portuguesa; ver Luso-brasileiro e Imigração portuguesa no Brasil) e dispersão noutras partes do Império (onde se formaram comunidades de origem parcialmente portuguesa, cultural — como em Goa os Goeses católicos, em Ceilão os Burghers portugueses, em Malaca os Cristang e em Macau os Macaenses; além das elites portuguesas ou mistas nas colónias africanas e em Timor); a emigração económica para o Brasil já no século XIX e primeira metade do XX, bem como, em menor medida, para outras regiões da América (Estados Unidos da América, Canadá, Caraíbas, Havai); a emigração económica e política a partir de 1960, essencialmente para os países mais desenvolvidos da Europa Ocidental (Suíça, Alemanha, França e Luxemburgo), bem como a emigração madeirense para a África do Sul e Venezuela e açoriana para os Estados Unidos e Canadá. Todos estes foram processos que produziram a existência de comunidades portuguesas fora de Portugal. É claro que, com o passar dos tempos e gerações, aqueles que inicialmente eram portugueses deixam de o ser, passando a ser americanos, canadianos, sul-africanos, brasileiros, venezuelanos, franceses, australianos etc. Ainda que, no âmbito das diferenciações étnicas desses países, possam ser categorizados como "portugueses" (luso-americanos, luso-brasileiros, luso-franceses, etc.). Contudo, as comunidades da diaspora portuguesa sentem geralmente um forte vínculo à terra dos seus antepassados, à sua língua, à sua cultura e aos seus pratos nacionais e particularmente ao bacalhau.
Além dos cerca de dez milhões de portugueses residentes em Portugal, presume-se existirem quase cinco milhões mais espalhados pelo mundo, quer de primeira geração, quer luso-descendentes recentes, formando assim um total de cerca de quinze milhões de portugueses.
De acordo com dados da Direcção Geral dos Assuntos Consulares e Comunidades Portuguesas do Ministério dos Negócios Estrangeiros português, os países com maiores comunidades portuguesas são, por ordem crescente de importância demográfica, a França, o Brasil e os Estados Unidos (caso se considerem, no cômputo dos luso-americanos, aqueles que descendem de portugueses em graus variados).